# Ephydatia muelleri
Ephydatia muelleri é uma espécie do género Ephydatia.
Esta espécie é nativa da Europa e da América do Norte.
Possui um basónimo: Spongilla muelleri Lieberkühn, 1856.